# Billie Dove
Billie Dove, pseudonimo di Bertha Eugenie Bohny (New York, 14 maggio 1903 – Woodland Hills, 31 dicembre 1997), è stata un'attrice statunitense.
Scoperta da Florenz Ziegfeld che la volle tra le sue Ziegfeld Girls, Billie Dove cominciò a fare anche cinema, diventando ben presto una diva dello schermo, soprannominata per la sua bellezza The American Beauty dal titolo di un suo film del 1927. Billie Dove venne talvolta accreditata come Lillian Bohny o Lillian 'Billie' Dove.
La cantante Billie Holiday prese il nome "Billie" da quello dell'attrice.

## Biografia

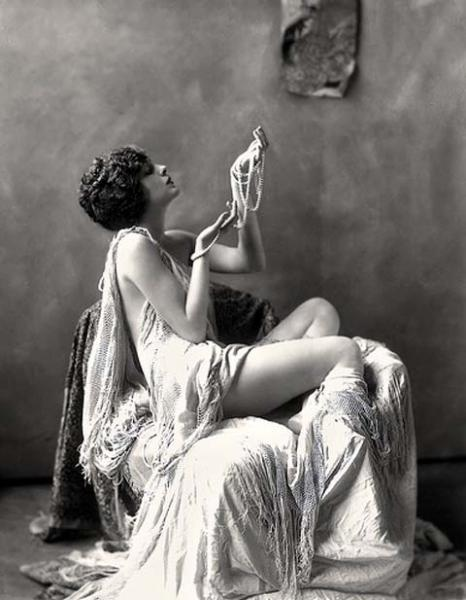
In una foto di Alfred Cheney Johnston (1922 ca)

Nata in una famiglia di immigrati svizzeri, a dieci anni già lavorava come modella per aiutare in casa. All'età di quindici anni, venne notata da Florenz Ziegfeld che la volle per le sue Ziegfeld Follies Revue. Cambiò legalmente il suo nome in quello di Lillian Bohny nei primi anni venti, trasferendosi a Hollywood, dove cominciò ad apparire in alcuni film muti.
Conquistò presto il pubblico, diventando una delle attrici più popolari di quegli anni: nel 1926, fu al fianco di Douglas Fairbanks in Il pirata nero, un film girato in technicolor (a due colori); impersonò l'anno seguente Rodeo West in La favorita di Broadway. Il pubblico la soprannominò The American Beauty dal titolo di uno dei suoi film girato nel 1927.
Si sposò nel 1923 con il regista Irvin Willat che l'aveva diretta in All the Brothers Were Valiant. La coppia divorziò nel 1929, dopo sei anni di matrimonio. Tra i numerosi ammiratori di Billie Dove c'è stato anche il magnate Howard Hughes con il quale l'attrice ebbe una relazione durata tre anni che sembrò, a un certo punto, portarli davanti a un altare. Per Hughes, Billie Dove girò due film, The Age for Love e Cock of the Air.
Billie Dove imparò anche a pilotare, fu poetessa e pittrice. Nella sua carriera girò una cinquantina di film. Appare anche in alcune pellicole o filmati tv come ospite o in documenti d'archivio.

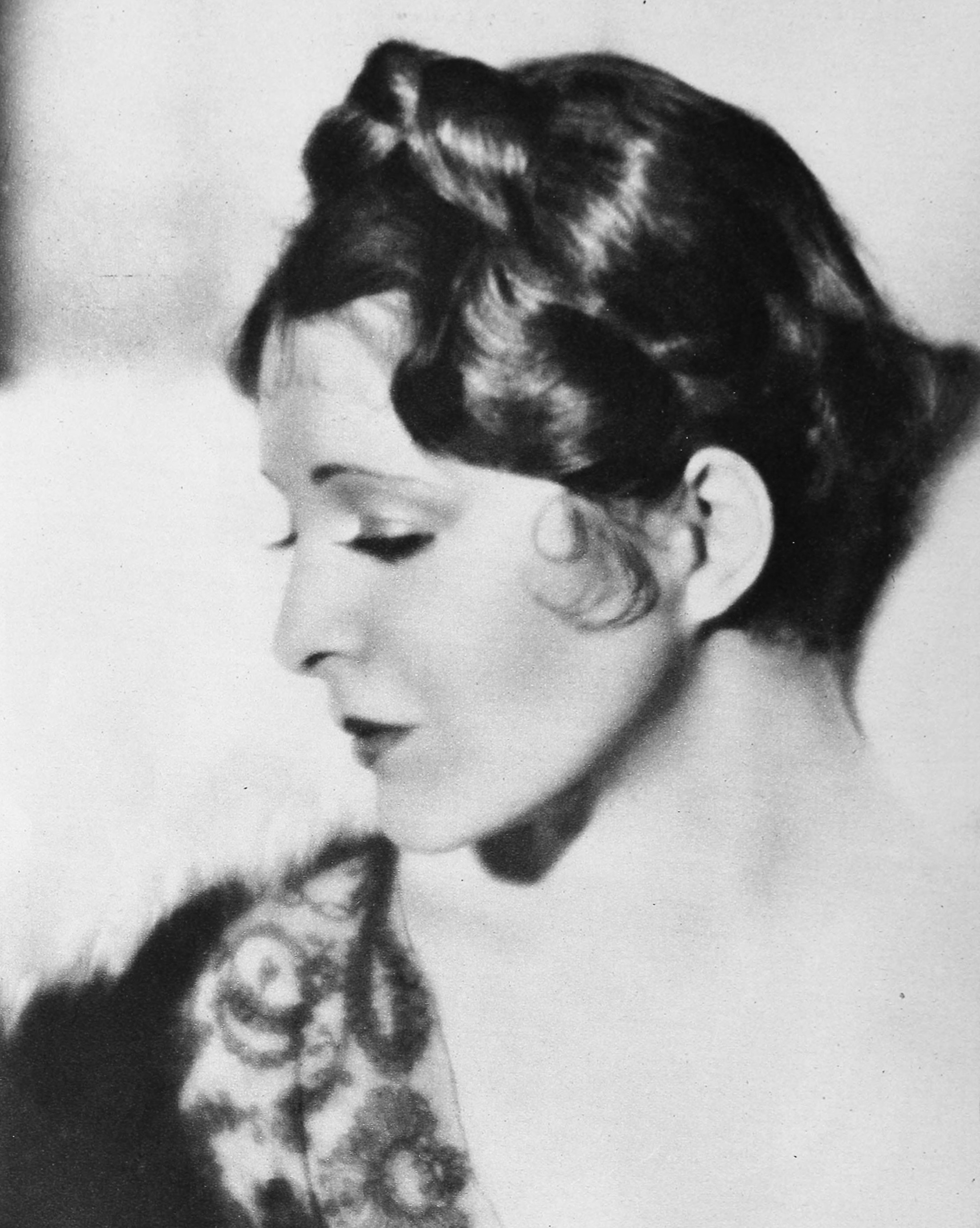
Screenland (1º gennaio 1930)

Nel 1932, la sua ultima apparizione fu nel film Blondie of the Follies dove recitava accanto a Marion Davies. Tutte e due ex Ziegfeld girl, interpretano entrambe il ruolo di giovani attrici che hanno successo nel teatro di rivista di Broadway.
Pur se molto popolare, Bille Dove si ritirò dalle scene per sposarsi nel 1933 con il petroliere Robert Kenaston. Il loro fu un matrimonio felice, che durò fino alla morte di lui nel 1973. La coppia ebbe due figli, un maschio ed una bambina adottata.
Alla morte di Kenaston, Bille Dove si risposò per breve tempo con l'architetto John Miller, ma ben presto i due divorziarono.

## Gli ultimi anni
A parte un piccolo cameo in Il dominatore (1962), Billie Dove non ritornò più a recitare sullo schermo. Morì il 31 dicembre 1997 in clinica a Woodland Hills a causa di una polmonite, all'età di 94 anni. Venne sepolta al Forest Lawn Memorial Park di Glendale.

## Riconoscimenti
Per il contributo all'arte cinematografica, Hollywood le dedicò una stella nel Hollywood Walk of Fame al 6351 Hollywood Blvd.

## Filmografia
- Get-Rich-Quick Wallingford, regia di Frank Borzage (1921)
- At the Stage Door, regia di Christy Cabanne (1921)
- Polly of the Follies, regia di John Emerson (1922)
- Oltre l'arcobaleno (Beyond the Rainbow), regia di Christy Cabanne (1922)
- Youth to Youth, regia di Émile Chautard (1922)
- Una settimana d'amore (One Week of Love), regia di George Archainbaud (1922)
- All the Brothers Were Valiant, regia di Irvin Willat (1923)
- Madness of Youth, regia di Jerome Storm (1923)
- Soft Boiled, regia di John G. Blystone (1923)
- The Lone Star Ranger, regia di Lambert Hillyer (1923)
- The Thrill Chaser, regia di Edward Sedgwick (1923)
- On Time, regia di Henry Lehrman (1924)
- Try and Get It, regia di Cullen Tate (1924)
- Yankee Madness, regia di Charles R. Seeling (1924)
- The Roughneck, regia di Jack Conway (1924)
- Folly of Vanity, regia di Maurice Elvey e Henry Otto (1924)
- Sparvieri d'acciaio (The Air Mail), regia di Irvin Willat (1925)
- The Light of Western Stars, regia di William K. Howard (1925)
- Cavalli indomiti (Wild Horse Mesa), regia di George B. Seitz (1925)
- The Lucky Horseshoe, regia di John G. Blystone (1925)
- Cuore di combattente (The Fighting Heart), regia di John Ford (1925)
- The Ancient Highway, regia di Irvin Willat (1925)
- Il pirata nero (The Black Pirate), regia di Albert Parker (1926)
- The Lone Wolf Returns, regia di Ralph Ince (1926)
- Sei tutta la mia vita (The Marriage Clause), regia di Lois Weber (1926)
- L'irresistibile (Kid Boots), regia di Frank Tuttle (1926)
- La stella del Royal Palace (An Affair of the Follies), regia di Millard Webb (1927)
- Sensation Seekers, regia di Lois Weber (1927)
- The Tender Hour, regia di George Fitzmaurice (1927)
- Il capitano degli Ussari (The Stolen Bride), regia di Alexander Korda (1927)
- The American Beauty, regia di Richard Wallace (1927)
- La creola della Luisiana (The Love Mart), regia di George Fitzmaurice (1927)
- Veglia di Capodanno (The Heart of a Follies Girl), regia di John Francis Dillon (1928)
- Giglio imperiale (Yellow Lily), regia di Alexander Korda (1928)
- L'incrociatore Lafayette (Night Watch), regia di Alexander Korda (1928)
- Adoration, regia di Frank Lloyd (1928)
- Careers, regia di John Francis Dillon (1929)
- Rondine marina (The Man and the Moment), regia di George Fitzmaurice (1929)
- Donna senza amore (Her Private Life), regia di Alexander Korda (1929)
- La favorita di Broadway (The Painted Angel), regia di Millard Webb (1929)
- Gelosia (The Other Tomorrow), regia di Lloyd Bacon (1930)
- La donna e la femmina (A Notorious Affair), regia di Lloyd Bacon (1930)
- Sweethearts and Wives, regia di Clarence G. Badger (1930)
- One Night at Susie's, regia di John Francis Dillon (1930)
- La dama e l'avventuriero (The Lady Who Dared), regia di William Beaudine (1931)
- The Age for Love, regia di Frank Lloyd (1931)
- Cock of the Air, regia di Tom Buckingham (1932)
- Blondie of the Follies, regia di Edmund Goulding (1932)
- Il dominatore (Diamond Head), regia di Guy Green (1963)

### Filmati d'archivio
- The Ziegfeld Touch episodio tv (1961)
- The 70th Annual Academy Awards tv (1998)
- Howard Hughes: His Women and His Movies tv (2000)

### Apparizioni al cinema e in tv
- Screen Snapshots (1926)
- Screen Snapshots Series 9, No. 22 (1930)
- Hollywood on Parade No. A-3 (1932)
- Night of 100 Stars II tv (1985)

## Spettacoli teatrali
- Sally (Broadway, dicembre 1920 - aprile 1922)